# Ligne de tramway R (ELRT)
Pour les articles homonymes, voir Ligne R.
La ligne R est une ancienne ligne de tramway de l'Électrique Lille Roubaix Tourcoing. Exploitée entre le 1er janvier 1925 et le 11 janvier 1954, la ligne reliait Tourcoing à Halluin par Roncq, elle faisait partie des lignes urbaines de l'ELRT.

## Histoire
La ligne est mise en service en traction électrique le 1er janvier 1925 par l'Électrique Lille Roubaix Tourcoing. Elle reprend la section Tourcoing Place - Roncq Blanc Four de la ligne départementale 3 Leers - Roncq, la section de la place de Tourcoing au P.N. du Tilleul de l'ancienne ligne 3 est quant-à elle reprise par la ligne P. La ligne est par la même occasion prolongée jusqu'à la douane d'Halluin. Le terminus de la ligne à Halluin est situé rue de Lille un peu avant la douane d'Halluin, il y permet la correspondance avec la ligne de tramway MM Mouscron - Geluwe de la Société nationale des chemins de fer vicinaux (SNCV), réseau de Courtrai.
En 1943, la ligne est renforcée par des services partiels de Tourcoing au quartier Blanc Four à Roncq et de Tourcoing à Roncq.
Dans la ligne directe de suppression des réseaux de tramway urbain de Roubaix - Tourcoing au cours des années 1950, la ligne est supprimée le 11 janvier 1954 et remplacée par la ligne d'autobus 12.

## Infrastructure

### Voies et tracé
La voie à l'écartement métrique est tantôt établie en voie double tantôt en voie unique. Traversant 2 fois la ligne de chemin de fer Somain - Halluin, la ligne possède 2 passerelles pour le franchissement de cette dernière  Pied de Bœuf et àe Roncq. La passerelle de Roncq étant excentrée de la RN17, la ligne R la rejoint en empruntant un cours site en siège spécial.
La ligne est par ailleurs raccordée à Halluin au réseau de la Société nationale des chemins de fer vicinaux.

### Alimentation électrique
La captation d'énergie s'effectue à l'origine par ligne aérienne de contact et prise de courant par perche trolley.

## Matériel roulant
La ligne fut exploitée avec différents types de matériels. Son exploitation commença avec des motrices de type 10. À partir de 1927, la ligne reçut des motrices de type 600 (2e série 680 à 689), ces dernières étant exploitées avec des remorques de type 800 et 850,. Par ailleurs, entre 1951 et 1953, la ligne fut équipée avec 14 motrices à bogie de type 400 (1re série), ces motrices furent retransformées pour remplacer leur pantographe par une perche en usage sur la ligne.
| matériel moteur | matériel moteur | matériel moteur | matériel moteur | matériel moteur | matériel moteur |
| illustration    | type            | nombre          | numéros         | en service      | hors service    |
| --------------- | --------------- | --------------- | --------------- | --------------- | --------------- |
|                 | 10/1            | nd.             | nd.             | 1925            | nd.             |
|                 | 600/4           | 10              | 680-689         | 1927            | 1954            |
|                 | 400/1           | 14              | 401-414         | 1951            | 1953            |

| matériel remorqué | matériel remorqué | matériel remorqué | matériel remorqué | matériel remorqué | matériel remorqué |
| illustration      | type              | nombre            | numéros           | en service        | hors service      |
| ----------------- | ----------------- | ----------------- | ----------------- | ----------------- | ----------------- |
|                   | 800               | 12                | 800-811           | nd.               | nd.               |
|                   | 850               | 10                | 850-859           | nd.               | 1951              |